# Nabucodonosor III
Para otros personajes históricos llamados Nabucodonosor, véase Nabucodonosor (desambiguación)
Nidintubel (¿-hacia 522 a. C.) ('en persa antiguo: Naditabira') fue el hijo de un importante babilonio. Al subir al trono del imperio aqueménida Darío I, Nidintubel se rebeló contra el dominio persa proclamándose brevemente rey con el nombre de Nabucodonosor III. Según él mismo declaró, era de sangre real, supuestamente un hijo de Nabonido.

## Contexto histórico
Babilonia, tiempo atrás capital de un importante imperio, había entrado a formar parte del imperio aqueménida en el 539 a. C., pero la tranquilidad del reino se rompió en el 522 a. C. cuando el mago Gaumata, haciéndose pasar por Esmerdis, hermano de Cambises II, usurpó el trono, siendo posteriormente asesinado por Darío I, quien se convirtió en nuevo rey el 29 de septiembre.

## La rebelión

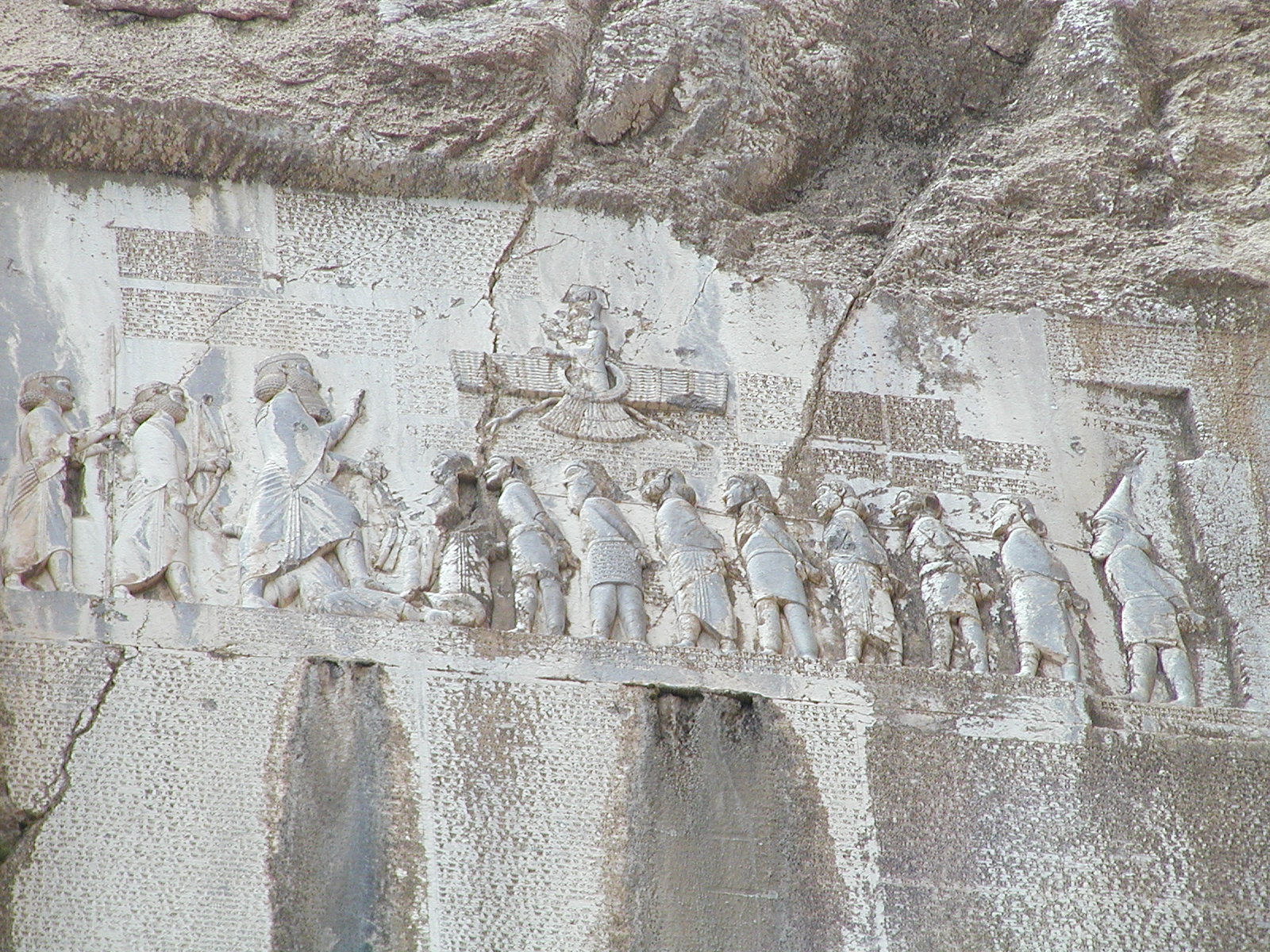
Inscripción de Behistún, que describe las conquistas de Darío el Grande en persa antiguo, elamita y babilónico. Estos relieves y textos están grabados en un acantilado del monte Behistún (actual provincia de Kermanshah, Irán).

Inmediatamente después de este contragolpe, Nidintubel se autoproclamó rey de una Babilonia independiente. Según la inscripción de Behistún, Nidintubel proclamaba ser hijo de Nabónido, el último rey de Babilonia antes de que perdiera la independencia por causa de los persas, y tomó el nombre de Nabucodonosor III. Su primer año de reinado está mencionado en un texto cuneiforme fechado el 3 de octubre del 522 a. C. Es posible que esté escrito el mismo día de su inauguración.
Darío marchó sin vacilar contra el rebelde. Los babilonios fueron incapaces de impedir el paso del río Tigris por parte de los persas, y el 13 de diciembre, su ejército fue derrotado. Cinco días más tarde, se libró una segunda batalla cerca de Zâzâna, en el río Éufrates, y de nuevo, las tropas de Darío resultaron vencedoras. Nidintubel fue ejecutado cuando Darío tomó la ciudad. El historiador griego Heródoto de Halicarnaso relaciona el asedio y toma de Babilonia con la historia de Zópiro.
La toma de la ciudad no suprimió por completo los sentimientos de rebelión. Cuando Darío se encontraba en Media para acometer la revuelta de los medos bajo el liderazgo de Fraortes, se levantó de nuevo en Babilonia una segunda rebelión liderada por Arakha, quien tomó el nombre de Nabucodonosor IV. El general de Darío Intafrenes se ocupó del problema en el 521 a. C.